# Минич, Николай Григорьевич
Николай Григорьевич Минич — советский хозяйственный, государственный и политический деятель.

## Биография
Родился в 1923 году в селе Большой Яблонец. Член КПСС с 1945 года.
Участник Великой Отечественной войны. С 1942 года — на хозяйственной, общественной и политической работе. В 1942—1986 гг. — учётчик, бригадир, председатель колхоза имени К. Е. Ворошилова, заместитель председателя Исполнительного комитета Покровского районного Совета, 2-й секретарь Покровского районного комитета КП Киргизской ССР, 1-й секретарь Пржевальского районного комитета КП Киргизской ССР, председатель Исполнительного комитета Тюпского районного Совета, 1-й секретарь Пржевальского городского комитета КП Киргизской ССР, 2-й секретарь Тянь-Шаньского областного комитета КП Киргизской ССР, секретарь ЦК КП Киргизской ССР, председатель Комитета народного контроля Киргизской ССР, заместитель председателя Киргизского республиканского общества охраны природы.
Избирался депутатом Верховного Совета Киргизской ССР 5-го, 6-го, 7-го, 8-го, 9-го, 10-го, 11-го созывов.
Умер в 2008 году.